# Pavonia fruticosa
Pavonia fruticosa är en malvaväxtart som först beskrevs av Philip Miller, och fick sitt nu gällande namn av Fawcett och Rendle. Pavonia fruticosa ingår i släktet påfågelsmalvor, och familjen malvaväxter. Inga underarter finns listade i Catalogue of Life.